# Zevio
Zevio är en ort och kommun i provinsen Verona i regionen Veneto i Italien. Kommunen hade 15 050 invånare (2018).